# Psammopolycystis trilobata
Psammopolycystis trilobata är en plattmaskart som beskrevs av Brunet 1979. Psammopolycystis trilobata ingår i släktet Psammopolycystis och familjen Polycystididae. Inga underarter finns listade i Catalogue of Life.